# Kim Kielsen
Kim Kielsen (30 november 1966) is een Groenlands politicus. Tussen september 2014 en april 2021 was hij premier van Groenland.

## Loopbaan
Kielsen werkte van 1996 tot 2003 bij de Rigspolitiet, de Deense nationale politie, in Upernavik en Paamiut. In 2005 werd hij voor de partij Siumut gekozen als lid van de Landsting, het parlement van Groenland. Datzelfde jaar werd hij lid van de gemeenteraad van Paamiut. Van 2007 tot 2009 was hij minister van Huisvesting, Infrastructuur en Milieu in het kabinet van Hans Enoksen. Kielsen werd herkozen als lid van de Landsting tijdens de verkiezingen van 2009, waarna Siumut in de oppositie zat. Na de verkiezingen van april 2013 werd Aleqa Hammond premier van een coalitie van Siumut, Atassut en Partii Inuit (niet te verwarren met Inuit Ataqatigiit, de grootste oppositiepartij). Na het aftreden van de minister van Huisvesting, Natuur en Milieu Mette Lynge werd haar ministerie opgedeeld. Kielsen werd op 5 november 2013 minister van Natuur en Milieu. 
Premier Aleqa Hammond kwam in september 2014 in opspraak wegens een onkostenschandaal, waarna coalitiepartner Atassut zich terugtrok en twee ministers van haar eigen partij aftraden. Ze trad op 30 september 2014 tijdelijk terug in afwachting van verder onderzoek, waarna Kielsen waarnemend premier werd. Hij nam tevens het ministerie van Huisvesting over van de vertrokken minister Siverth K. Heilmann. Op een Siumut-congres op 18 oktober werd hij vervolgens gekozen tot partijvoorzitter met 44 van de 65 stemmen. Bij de verkiezingen van 28 november 2014 verloor Siumut drie zetels maar bleef met 11 van de 31 zetels gedeeld de grootste partij. Kielsen vormde op 4 december een coalitie met Atassut en Demokraatit. Op 10 december presenteerde hij zijn nieuwe regering. Hij bleef ook premier na de verkiezingen van 2018, toen Siumut haar status als grootste partij (ondanks twee zetels verlies) behield.
Toen de Amerikaanse president Donald Trump in augustus 2019 informeerde of Groenland te koop was, reageerde Kielsen met een tegenbod. Hij herinnerde eraan, dat de Groenlander Leif Eriksson duizend jaar geleden als eerste Europeaan Amerika had betreden. Gezien de Amerikaanse staatsschuld zou het Groenlandse bod laag zijn, aldus Kielsen. En de prijs zou nog zakken als Trump bij de koop zou zijn inbegrepen.
In november 2020 werd Kielsen niet herkozen als partijleider van Siumut: met 32 tegen 39 stemmen verloor hij van Erik Jensen. Bij de Groenlandse verkiezingen van april 2021 werd de partij voorbijgestreefd door Inuit Ataqatigiit, waarna de leider van die partij, Múte Bourup Egede, het premierschap van Kielsen overnam.

## Persoonlijk leven
Kielsen is getrouwd en heeft twee kinderen. 